# Nir Alon
Nir Alon (hebräisch ניר אלון; * 1964) ist ein israelischer Bildhauer und Installationskünstler.
Alon studierte von 1988 bis 1992 an der Bezalel-Akademie in Jerusalem und war dort bis 1993 Assistent. 1996 erhielt er den Preis für junge Künstler des israelischen Ministeriums für Erziehung und Kultur. 1998 konnte er an einer Austausch-Ausstellung in Hamburg teilnehmen, 2001 erhielt er ein Stipendium als Künstler zu Gast in Harburg. Seitdem lebt und arbeitet er in Hamburg, wo er an der Hochschule für angewandte Wissenschaften im Fachbereich Gestaltung unterrichtet. Er hatte Einzelausstellungen in Jerusalem, Tel Aviv, Schwerin, Bonn, Mannheim, Frankfurt am Main und Hamburg (Kampnagel 2005).
Seine Skulpturen entwickelt er vorzugsweise aus ausrangierten Alltagsgegenständen wie Möbeln, Koffern, Lampen, Glühbirnen und Kabeln, wobei die Installationen direkt am Ausstellungsort und in Bezug auf diesen zusammengestellt werden. So erzielt er mit sparsamsten Mitteln eine eindringliche Wirkung.
Seine Arbeiten sind in Museen und privaten Sammlungen in Deutschland, Israel, Italien und den USA.
Er kritisierte im September 2019 mit über 250 Autoren, dass die Stadt Dortmund die Verleihung des Nelly-Sachs-Preises an die Schriftstellerin Kamila Shamsie wegen deren Unterstützung der umstrittenen BDS-Kampagne (Boycott, Divestment and Sanctions gegen Israel), über die die Jury nicht informiert war, widerrufen hatte.

## Ausstellungen/Installationen
- Cultural tracks-Trivial traps, Bezalel-Akademie, Jerusalem, 1993
- Very delicate foundations, Kidmat-Eden-Galerie, Tel Aviv, 1994
- Correct posture, Gross-Galerie, Tel-Aviv, 1996
- Game of suppositions and refutations, Nachshon Galerie, Nachshon, 1996
- Sample of pervert imitation, Chelouche Galerie, Tel-Aviv, 1997[3]
- Installation, Schleswig-Holstein-Haus, Schwerin, 2001
- Operant Conditioning (Show), Kunstverein Harburger Bahnhof, Hamburg, 2002
- A state of being present, Installation, Hamburg 2003
- Tell me about love, Installation, Kunsttreppe, Hamburg 2004
- Ostentatiously stagger (guest), Atelierhaus Bonn, 2004
- Ein Tag, ein Raum, ein Bild - Special show, Galerie Sebastian Fath, Mannheim, 2004
- Tell me about love (part II), Installation, Westwerk, Hamburg, 2004, (Katalog zum Download 1,5 MB)[4]
- An installation kit for a wanderer artist (Guest), Hamburg 2004
- A funny game (Melancholy), Kampnagel Hamburg, 2005
- In case of leftovers, Galerie Sebastian Fath, Mannheim, 2005[5]
- This way or another – Kunstverein Buchholz, 2005
- Etwas Grosses wird geschehen, Galerie Appel, Frankfurt, 2006[6]
- Zeichnungen nach Installation,  Galerie Magnus P. Gerdsen, Hamburg, 2006
- Now You Have A Problem Mister, MARKING SPACE. HAMBURG.JERUSALEM., Galerie ChezLinda, Hamburg 2007[7]
- active constellation, works from the collections of Reinking and Lafrenz – The House of Art, Brno, Czech Republic, 2007.